# Cuba ai Giochi della IX Olimpiade
Cuba partecipò ai Giochi della IX Olimpiade, svoltisi ad Amsterdam, Paesi Bassi, dal 28 luglio al 12 agosto 1928, con una delegazione di 1 atleta impegnato in 1 disciplina, senza aggiudicarsi medaglie.